# Luma Arles
LUMA Arles est un complexe artistique et culturel réalisé par la Fondation LUMA de Maja Hoffmann sur le Parc des Ateliers à Arles en France. Le site englobe sept anciennes usines ferroviaires rénovées et une tour conçue par l’architecte Frank Gehry. L’ensemble du parc accueille des expositions, des performances, du spectacle vivant, des conférences, des présentations et résidences d’artistes.

## Histoire
La Fondation LUMA est créée en 2004 en Suisse (Zurich) par Maja Hoffmann, collectionneuse d'art, mécène et réalisatrice de documentaires suisse, pour soutenir des artistes et leurs projets, notamment dans le domaine de la photographie. La fondation privilégie des projets traitant de façon croisée l'écologie, les droits de l'homme, l'éducation et la culture.
Depuis 2008, Maja Hoffmann mène à bien ce projet de campus culturel avec une équipe de proches collaborateurs et avec le soutien de son groupe central – Tom Eccles, Liam Gillick, Hans Ulrich Obrist, Philippe Parreno et Beatrix Ruf.
De 2008 à 2020, LUMA a commandité et présenté le travail de plus d’une centaine d’artistes sur plusieurs sites arlésiens, des arènes romaines au campus de LUMA Arles au Parc des Ateliers. Le Parc des Ateliers a rouvert ses portes le 26 juin 2021.

### 2014-2020 – Construction du projet arlésien
La construction de LUMA Arles débute en avril 2014. Ce bâtiment du Parc des Ateliers, conçu par Frank Gehry, est recouvert de 10 752 blocs en acier inoxydable et compte 10 étages, tous différents, des planchers en forme de pétales, une rotonde de verre qui rappelle les arènes d'Arles et 53 baies vitrées. La tour mesure 56 mètres de haut pour une superficie de 15 000 m2
L’apparence de ce bâtiment aurait été influencée par la région camarguaise : « Nous voulions évoquer l'ancrage local, de La Nuit étoilée de Van Gogh à l'émergence des blocs rocheux des Alpilles. La rotonde fait pour sa part écho aux arènes romaines » a déclaré Frank Gehry, à propos de la tour qu'il désigne comme son « premier bâtiment romain ». Isabelle Regnier, du journal Le Monde, explique au contraire en quoi selon elle ce bâtiment original mais anachronique « s’accorde mal avec les valeurs de respect d’environnement et d’ancrage local que défend la Fondation Luma ».
Au sujet des autres bâtiments industriels du Parc des Ateliers, leur réhabilitation par Selldorf Architects a intégré un concept énergétique soucieux de l'environnement à base de biocarburants locaux (huile végétale), de ventilation naturelle et de panneaux solaires.
Le parc et l’étang qui entourent LUMA Arles sont l’œuvre de l’architecte paysagiste Bas Smets, au départ d'un paysage stérile. Le parc paysager est étendu sur une superficie de 41 800 m2 et arbore désormais plus de 1 100 arbres de 140 espèces différentes ainsi que 80 000 plantes en godets.

### 2021 – Inauguration de la tour LUMA
La tour LUMA est inaugurée le 4 juillet 2021 par Maja Hoffmann, élevée à cette occasion au grade de Commandeur des arts et des lettres par Roselyne Bachelot, ministre de la Culture.
La tour abrite des salles d'exposition, des galeries pour projets in-situ, les centres de recherche et d'archives de LUMA, ainsi que des salles multi-usages notamment pour des colloques et groupes de travail. Elle accueille à la fois des œuvres de photographes historiques (Nan Goldin, Diane Arbus, Derek Jarman, Parkett Verlag, Annie Leibovitz…) et des œuvres contemporaines d’artistes aussi divers qu’Ólafur Eliasson, Liam Gillick, Etel Adnan, Anri Sala, Tino Seghal, Christian Marclay, John Akomfrah, Carsten Höller, Franz West, Ian Cheng, Ritkrit Tiravanija et Koo Jeong A, etc.
Le coût total du projet a été estimé à 150 millions d'euros selon les informations du magazine Artnet.